# Škoda 6Tr

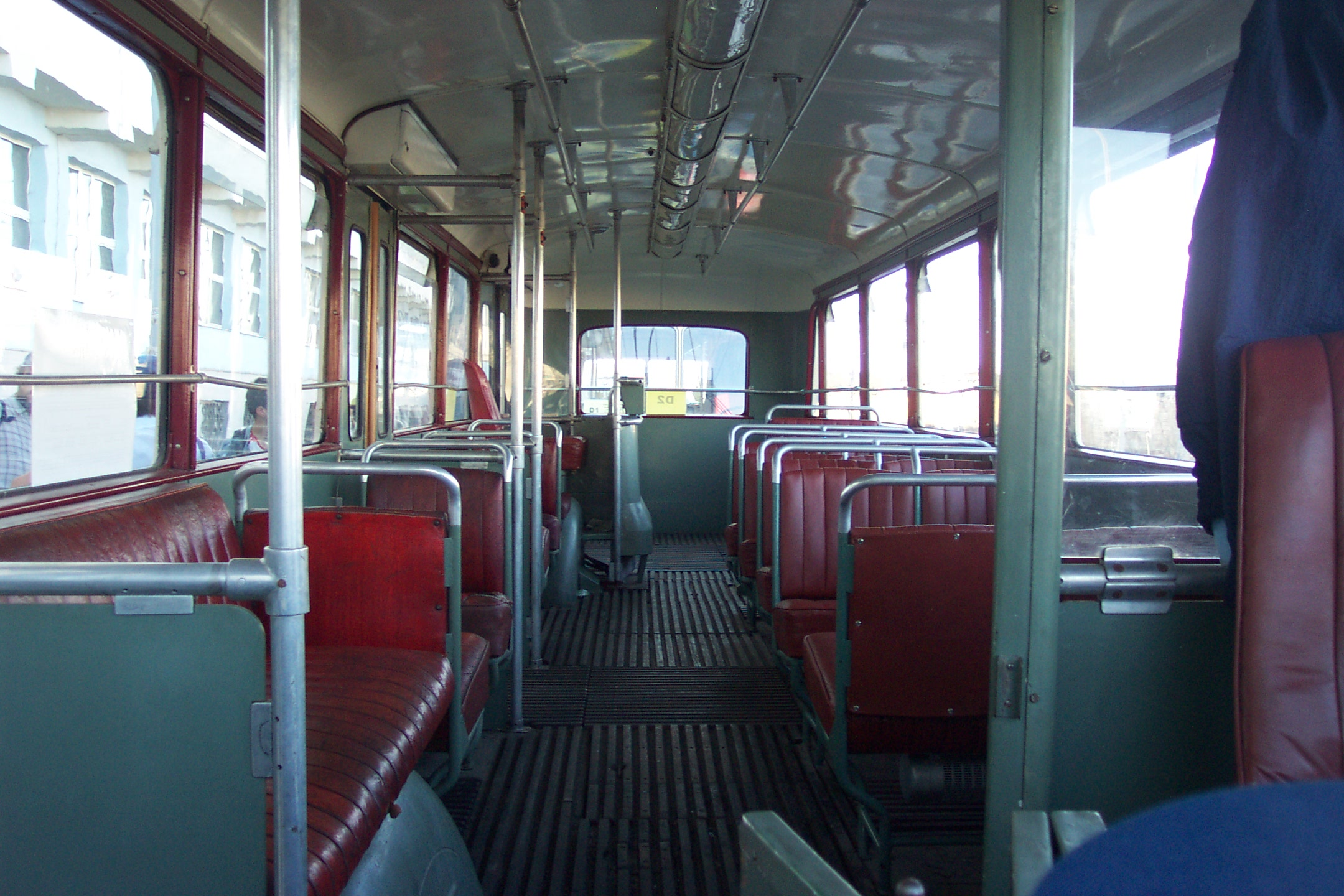
Škoda 6Tr: interni

Lo Škoda 6Tr è un modello di filobus realizzato nell'allora Cecoslovacchia e poco diffuso negli altri paesi dell'Europa orientale.

## Storia
Questo filobus viene prodotto come prototipo nel 1948, succedendo allo Škoda 5Tr, e in serie orientativamente fra il 1949 ed il 1951, anno in cui inizia la produzione dello Škoda 7Tr.

## Caratteristiche
È un filobus a due assi con guida a sinistra, a due o tre porte a libro, lunghezza dieci metri e mezzo. L'equipaggiamento elettrico è fornito dall'azienda di Praga ČKD, sigla di "Českomoravská Kolben Daněk".
Nell'aspetto ricorda vagamente i Fiat 405 dell'ATAC di Roma.

## Versioni
Nel breve periodo di produzione, questo modello è stato allestito in pochissime versioni; la foto in alto raffigura il 6Tr2 del 1949.

## Diffusione
Lo Škoda 6Tr era presente quasi esclusivamente nell'allora Cecoslovacchia; lo splendido esemplare custodito a Plzeň è frutto di un accurato restauro.